# Scuola Grande di San Marco
La Scuola Grande di San Marco è un edificio rinascimentale, ubicato nel sestiere di Castello, fondato dall'omonima Scuola, che si affaccia sul Campo Santi Giovanni e Paolo a Venezia. Nel XV secolo fu una delle più importanti confraternite religiose della città e attualmente costituisce l'ingresso principale dell'Ospedale Civile SS. Giovanni e Paolo.

## Storia
Le origini della scuola risalgono alla seconda metà del XIII secolo ed al movimento dei flagellanti. La confraternita di San Marco ebbe la prima sede presso la demolita chiesa di Santa Croce (nell'area degli odierni giardini Papadopoli). 
Nel 1437 i Domenicani della vicina Basilica dei Santi Giovanni e Paolo concessero un'area adiacente per la costruzione di una nuova sede. L'edificio, dall'aspetto simile a quello della Scuola della Misericordia e di impianto gotico, fu costruito sotto la direzione di Matteo e Stefano di Nicola Bon da Cremona. 
Nel 1485 l'edificio fu devastato da un grande incendio; nel giro di trent'anni la Scuola venne ristrutturata, grazie al fondo che la confraternita istituì tra i suoi affiliati e all'appoggio dato dal Consiglio dei Pregadi. 
Nel 1487 i lavori di ripristino delle strutture vennero affidati a Gregorio di Antonio da Padova, il quale fu incaricato di erigere la struttura muraria, le opere lapidee, i rivestimenti marmorei e la copertura lignea. L'impostazione e la decorazione del nuovo edificio fu assegnata a Pietro Lombardo e Giovanni Buora e al socio Bartolomeo di Domenico Duca. 
Verso il 1490 subentrarono nei lavori, al posto di Lombardo e Buora, Mauro Codussi in collaborazione con Antonio Rizzo. I due maestri furono incaricati di completare le opere e di eseguire una perizia dei manufatti precedenti per procedere alla liquidazione. Molto probabilmente mancava solo il coronamento dell'ordine superiore della facciata, l'allestimento degli interni e la costruzione dello scalone interno che collegava la sala terrena con la Sala Capitolare. 
Intorno al 1504 fu affidato ai fratelli Biagio e Pietro da Faenza il compito di decorare il soffitto della Sala dell'Albergo; nel 1518 l'esecuzione del soffitto della Sala Capitolare fu invece condotta da Vettore Scienza di Battista da Feltre e Lorenzo di Vincenzo da Trento.
Negli anni successivi sono documentati diversi interventi di modifica, i più rilevanti furono l'allungamento dell'edificio verso settentrione, la collocazione dell'altare nella Sala Capitolare e la costruzione della saletta per il Guardian da Mattin. Fornirono la loro consulenza per questi compiti anche Jacopo Sansovino e Alessandro Vittoria.
Nel 1807 l'edificio, dell'ormai soppressa confraternita, insieme alla Chiesa di San Lazzaro dei Mendicanti e al convento dei Domenicani, fu sede di un ospedale militare. Dal 1819 venne trasformato nell'ospedale civile dei veneziani, alterando sostanzialmente l'interno. Infine nel 1950 fu trasferita nelle sue sale la Biblioteca Storica del polo medico-scientifico.

## Descrizione

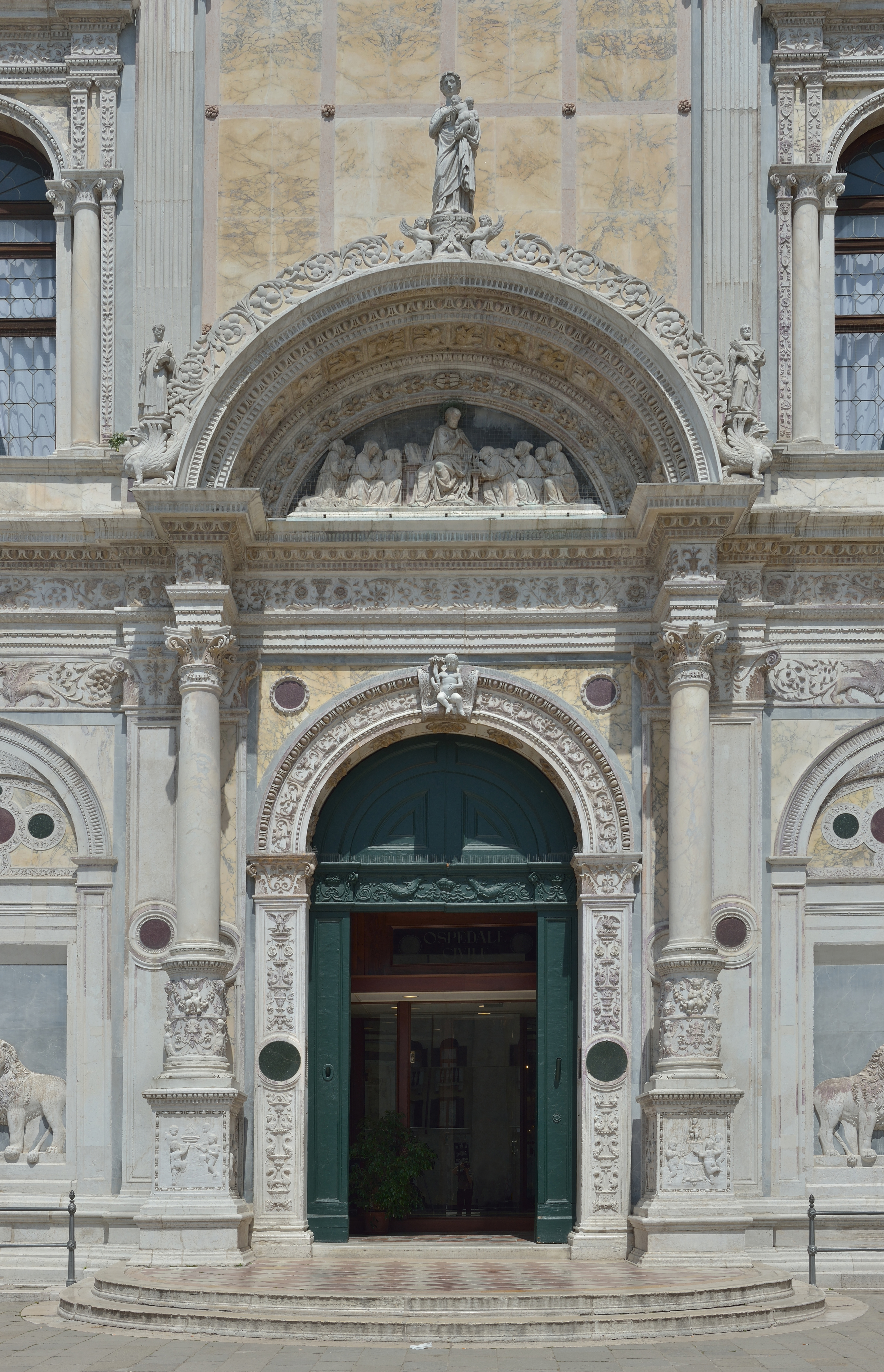
Portale d'ingresso

### Esterno
Una bipartizione della facciata la divide verticalmente in due ali simmetriche, le quali replicano esternamente la suddivisione degli ambienti interni: a sinistra il Portego delle Colonne con al di sopra la Sala Capitolare, e a destra la Cappella della Pace con la soprastante Sala dell'Albergo. 
Ai lati dell'ingresso principale emergono due rilievi prospettici, caratterizzati da volte a botte e archivolto scanalato da cui si affacciano due leoni, attribuiti a Pietro Lombardo. Al centro si presenta un protiro con colonne poggianti su piedistalli quadrangolari decorati da scene con putti, che richiama all'arco di Costantino a Roma. L'archivolto presenta nella lunetta un bassorilievo (San Marco venerato dai confratelli) probabilmente attribuito a Bartolomeo Bon e ai lati di questo coronamento sono poste le statue dei santi Pietro Martire e Domenico. 
Anche nella parte destra si riscontra la stessa ritmica: i due rilievi ai lati dell'entrata dell'antica Cappella della Pace (oggi farmacia "storica" e museo di anatomia patologica) sono invece attribuiti a Tullio Lombardo. 
L'ordine superiore della facciata poggia su un doppio fregio: quello principale sopra l'architrave è decorato con grifoni alternati da anfore di frutta; mentre in quello inferiore, più alto e che passa tra i capitelli, sono raffigurati dei grifoni affrontati ma separati da tondi di porfido. Questi fregi vengono sempre attribuiti a Pietro Lombardo. 

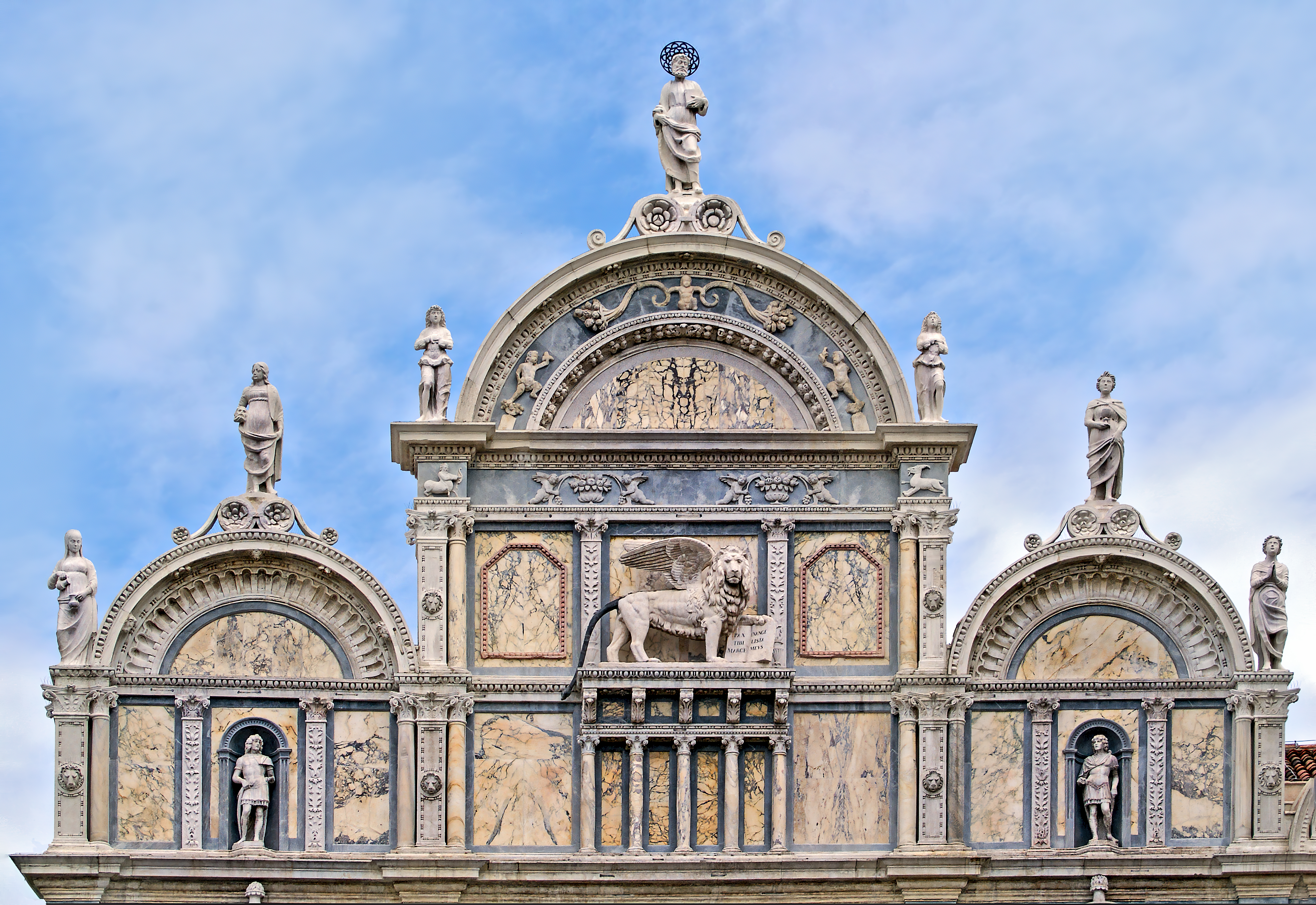
Coronamento della facciata, parte a sinistra

La parte superiore dell'ala destra è suddivisa in scomparti da lesene scanalate con capitelli corinzi e le due finestre, sormontate da timpano, illuminano la Sala dell'Albergo. Tra le due finestre è posizionato un tondo ornato da quattro inserti di porfido con al centro una scultura di un leone, con delle ali spiegate e zampe poggianti sulle onde, realizzata da Guglielmo da Carona. In questa sezione la facciata si conclude con tre arcate decorate da ovati in porfido e cinque vasi in pietra d'Istria collocati alternativamente sopra a degli acroteri e a delle sfingi alate. 
Nell'ala sinistra superiore, delle lesene scanalate suddividono la facciata in tre aree; le due minori sono occupate da finestre con timpano arcuato che si aprono sulla retrostante Sala Capitolare. Al centro, dietro alla statua della Carità, la superficie è rivestita da dodici lastre marmoree. A coronamento del prospetto è posto un alto frontone con cuspide semicircolare ornata da rilievi con putti, cornucopie e le figure del capricorno e sagittario, mentre ai lati sono collocate due cuspidi semicircolari più piccole e che culminano a quote più basse. Nel prospetto dell'alto frontone campeggia, su un podio sorretto da cinque colonnine, il leone di San Marco con libro aperto di Luigi Ferrari. Ai lati, due nicchie ospitano le statue di due guerrieri con armature romane, probabilmente eseguite da Tullio Lombardo e da identificarsi con i due santi martiri Giovanni e Paolo. Il frontone è concluso da quattro statue che in ordine, a partire da sinistra, raffigurano due virtù cardinali (Temperanza e Prudenza) e due virtù teologali (Fede e Speranza); si aggiungono anche due Angeli e l'Evangelista che svetta sull'apice dell'acroterio.

### Interno

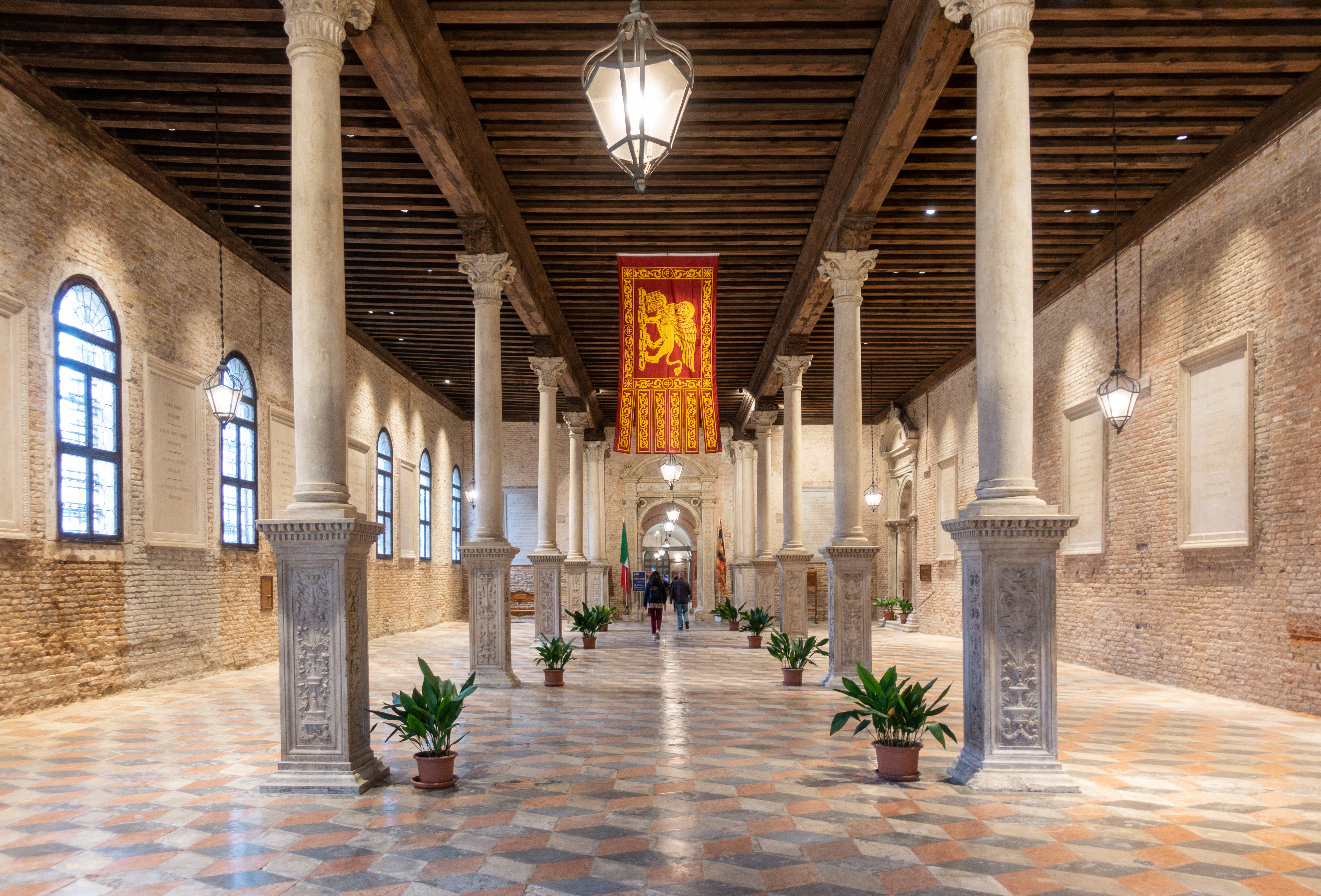
Sala terrena

Entrando dalla porta principale si accede al "Portego delle Colonne", ovvero una vasta stanza tripartita da una doppia fila di colonne corinzie poggiate su alti basamenti in pietra d'Istria. Gregorio di Antonio da Padova iniziò dopo l'incendio la messa in opera dei piloni di fondazione delle colonne e Pietro Lombardo e Giovanni Buora successivamente lavorarono sulla manifattura delle colonne e dell'intaglio dei piedistalli. La pavimentazione dell'androne fu commissionata al "taiapiera" Giovanni di Mafio che, con la supervisione di Mauro Codussi, realizzò un pavimento a scacchi neri e rossi. Dieci finestre a tutto sesto poste sulla parete occidentale illuminano l'ambiente e in particolare una serie di lastre di marmo poste in memoria dei benefattori. All'esterno le finestre si alternano a pilastri ornati da dischi raffiguranti dei confratelli.
Attraverso due portali posti agli estremi della parete di destra, due rampe con un pianerottolo centrale formano lo scalone monumentale che collega l'androne con la Sala Capitolare. Le scale attuali sono una ricostruzione novecentesca, in quanto quelle originali realizzate da Codussi furono demolite con la trasformazione dell'edificio in ospedale.
Il piano superiore era composto dalla Sala Capitolare dove si tenevano le assemblee generali e dalla Sala dell'albergo dove invece si tenevano le adunanze più ristrette e dove si conservavano gli oggetti preziosi e le reliquie della confraternita. 
Fu incaricata a Niccolò di Marco la costruzione dei banchi decorati con colonne e capitelli da distribuirsi lungo le pareti della Sala Capitolare. Il soffitto ligneo fu realizzato da Vettore da Feltre e Lorenzo da Trento; esso presenta 147 lacunari ottagonali decorati da ornati floreali dorati su sfondo rosso da cui, alternandosi, emergono 60 leoni di San Marco e delle composizioni floreali concentriche terminanti in una rosetta. Al centro del soffitto era presente, all'interno di una cornice circolare dorata su sfondo blu, un leone marciano su campo rosso, simbolo della confraternita, attorno al quale sono stati posti quattro cassettoni più piccoli contenenti gli emblemi delle altre Scuole Grandi. Il vero fulcro liturgico era la Cappella, caratterizzata per la sua posizione sopraelevata e per la balaustra che delimita e definisce lo spazio sacro. 
L'ingresso alla Sala d'Albergo è decorato da una cornice lapidea forse costruita da Codussi. La realizzazione del soffitto a cassettoni fu affidata a Biagio e Pietro Faenza. Il risultato finale fu una fitta rete di tondi con cornici ornate da ghirlande dorate e con quattro rosette minori poste nei punti di tangenza con gli altri cassettoni, il tutto su sfondo rosso e con all'interno decorazioni floreali dorate su fondo blu oltremarino attorno a una rosetta centrale a rilievo. Al centro del soffitto, inscritto all'interno di una doppia cornice ottagonale con motivi floreali, è collocato un telaio circolare in cui prende posto un leone di San Marco dorato su sfondo oltremarino. 
Gli interni della Scuola presentavano una ricca decorazione pittorica che andò dispersa dopo la soppressione della confraternita. Alcune opere pittoriche di Jacopo Palma il Giovane, Domenico Tintoretto, Padovanino e Alvise Donato si trovano ancor oggi nella loro sede originaria; altri dipinti di Jacopo Tintoretto, Jacopo Palma il Vecchio, Paris Bordone, Gentile e Giovanni Bellini, Giovanni Mansueti e Vittore Belliniano sono stati perduti o sono esposti alle Gallerie dell'Accademia e alla Pinacoteca di Brera.